# Octobre 1854

## Événements
- 1er octobre, France : établissement de l'École des arts industriels et des mines de Lille

- 8 octobre : ouverture à Ostende (Belgique) d'une conférence diplomatique entre l'Espagne et les États-Unis au sujet de l'achat par ces derniers de l'île de Cuba. Elle se poursuit jusqu'au 11 à Ostende, puis jusqu'au 18 à Aix-la-Chapelle (Allemagne).

- 9 octobre : début du long siège de la ville de Sébastopol qui va durer 11 mois jusqu'au 12 septembre 1855. Au cours de l’hiver, les belligérants engagent des négociations de paix.

- 12 octobre : le roi de Prusse prend des mesures en faveur de la noblesse. Il transforme la chambre haute du landtag en Chambre de la noblesse : les sièges sont désormais attribués à vie et sont transmis héréditairement.

- 18 octobre : signature à Aix-la-Chapelle (Allemagne) du manifeste d'Ostende proposant au gouvernement des États-Unis de faire rapidement des propositions à l'Espagne pour l'achat de Cuba.

- 25 octobre : bataille de Balaklava, marquée par la charge de la brigade légère de lord Cardigan - immortalisée dans un poème de Lord Tennyson et au cinéma.

- 31 octobre : signature de la Convention du 20/31 octobre 1854 entre la Confédération suisse et le Grand-Duché de Bade concernant la délimitation des frontières.

## Naissances
- 16 octobre : Oscar Wilde, écrivain irlandais.
- 17 octobre : Jeanne Alaux, peintre et dessinatrice française († 5 février 1908).
- 20 octobre :
  - Alphonse Allais, écrivain, humoriste.
  - Arthur Rimbaud, poète français.
  - Édouard Michel-Lançon, peintre français.
- 31 octobre :
  - Rémy Cogghe, peintre belge († 2 avril 1935).
  - Hermann Hendrich, peintre allemand († 18 juillet 1931).

## Décès
- 5 octobre : « Leoncillo » (Juan León y López), matador espagnol (° 2 septembre 1788).
- 28 octobre : Julien Klemczyński, pianiste et compositeur polonais (° 1810).